# Улуцьк
Улуцьк (рос. Улуцк) — присілок у Венгеровському районі Новосибірської області Російської Федерації.
Входить до складу муніципального утворення Філошенська сільрада. Населення становить 23 особи (2010).

## Історія
Згідно із законом від 2 червня 2004 року органом місцевого самоврядування є Філошенська сільрада.

## Населення
| 2002 | 2007 | 2010 |
| ---- | ---- | ---- |
| 29   | ↘18  | ↗23  |